# Davide Nicola
Davide Nicola (* 5. März 1973 in Luserna San Giovanni, Italien) ist ein ehemaliger italienischer Fußballspieler und heutiger ‑trainer.
Als Spieler war er unter anderem für den CFC Genua, Ternana Calcio und die AC Siena aktiv. Seine Trainerkarriere begann er bei der AC Lumezzane und betreute danach die AS Livorno, die er zum Aufstieg in die Serie A führte. Weiteren Stationen waren der FC Crotone, Udinese Calcio, CFC Genua, FC Turin und US Salernitana.

## Spielerkarriere
Davide Nicola begann seine fußballerische Laufbahn beim CFC Genua, wo er zuvor bereits die Jugendabteilungen durchlaufen hatte. Sein Debüt für Genoa gab er in der Saison 1992/93 unter Trainer Luigi Maifredi. Doch schon wenig später wurde Nicola, der auf der Position eines Abwehrspielers zuhause war, das erste Mal an einen anderen Verein ausgeliehen. Somit verbrachte er die Spielzeit 1993/94 bei Fidelis Andria in der Serie B, wo Nicola in 26 Ligaspielen eingesetzt wurde und zum Erreichen des neunten Tabellenplatzes, bis heute die beste Platzierung Andrias in der Serie B, beitrug. Eine Rückkehr zum CFC Genua gab es dann nur für kurze Zeit, mit Ancona Calcio wurde ein weiteres Leihgeschäft für die Saison 1994/95 vereinbart. Ancona wurde Sechster in der Serie B und Davide Nicola kam in 27 Spielen zum Einsatz, ehe er wieder nach Genua zurückkehrte und nun auch bis 1998 beim CFC blieb. Nicola entwickelte sich zum Stammspieler beim mittlerweile dauerhaft in die Serie B abgeglittenen mehrfachen italienischen Meister. Der Aufstieg wollte aber bis 2002 nicht wieder gelingen. In der Zwischenzeit absolvierte Davide Nicola nicht nur 166 Ligapartien mit vier Toren für den CFC Genua, sondern gewann mit dem damaligen Zweitligisten auch den Englisch-italienischen Pokal 1995/96 gegen Port Vale. Für die Spielzeit 1998/99 war er zudem an Pescara Calcio ausgeliehen und verpasste hier nur um einen Punkt den Aufstieg in die Serie A.
2002 verließ Davide Nicola den CFC Genua und wechselte für zwei Jahre zu Ternana Calcio, wo jeweils Platzierungen im oberen Mittelfeld der Serie B erreicht wurden, in der Saison 2003/04 scheiterte man nur um vier Punkte an der Rückkehr in die Erstklassigkeit. 2004/05 spielte Nicola für kurze Zeit beim AC Siena in der Serie A, wo ihm der Durchbruch allerdings nicht gelang und er keine Stammkraft wurde. Siena wurde vierzehnter in der Serie A und Davide Nicola schloss sich zur Folgesaison dem Zweitligisten vom FC Turin an. Mit Torino schaffte der Verteidiger als Tabellendritter in der Serie B 2005/06 nach gewonnenen Playoff-Spielen gegen die AC Cesena und die AC Mantova den Aufstieg in die höchste italienische Spielklasse, kehrte dem Verein danach allerdings wieder den Rücken, um für ein Jahr zum Zweitligaaufsteiger Spezia Calcio zu wechseln. Hier gelang der Klassenerhalt erst, nachdem man sich in Playout-Spielen gegen den ehemaligen Meister Hellas Verona durchgesetzt hatte. Die Folgespielzeit verbrachte Nicola bei Ravenna Calcio, mit dem er aus der Serie B abstieg. Danach spielte er noch zwei Jahre lang bei der AC Lumezzane in der Lega Pro Prima Divisione, ehe er seine fußballerische Laufbahn 2010 im Alter von 37 Jahren beendete.

## Trainerkarriere
In Lumezzane begann Davide Nicola noch im gleichen Jahr auch seine Trainerlaufbahn und wechselte direkt vom Spielfeld auf die Bank. Zwei Jahre lang leitete Nicola die Geschicke beim AC Lumezzane und erreichte mit dem kleinen Verein gute Platzierungen in der Lega Pro Prima Divisione, die Qualifikation für die Playoff-Spiele um den Zweitligaaufstieg wurden in beiden Spielzeiten nur um wenige Punkte verfehlt. Nicolas Erfolge mit Lumezzane blieben auch höherklassigen Vereinen nicht verborgen und so wurde der junge Trainer im Sommer 2012 von der AS Livorno unter Vertrag genommen, um die Nachfolge von Attilio Perotti, unter dessen Ägide der Verein in akute Abstiegsnot geraten war und sich nur um einen Punkt gegenüber dem FC Empoli vor den Playout-Spielen gegen Vicenza Calcio rettete.
Ganz anders lief des für den AS Livorno in der Serie B 2012/13. Man überzeugte mit ansehnlichem Offensivfußball, hatte die zweitbeste Offensive hinter Meister US Sassuolo Calcio, und belegte nach Ende aller Spieltage den dritten Tabellenrang hinter Sassuolo und Hellas Verona, was zur Teilnahme an den Playoff-Spielen um den Aufstieg berechtigte. Im Halbfinale gab es erst einen Erfolg gegen Brescia Calcio, wobei nur die bessere Platzierung in der richtigen Tabelle den Ausschlag fürs Weiterkommen gab, da es nach Hin- und Rückspiel unentschieden stand. Wenige Tage später traf Livorno im Endspiel der Playoffs auf den FC Empoli, wo man sich mit 1:1 und 1:0 durchsetzen konnte und somit nach vier Jahren die Rückkehr in die Serie A feiern konnte. Dort lief es für Livorno unter Nicola jedoch weniger gut und der Verein trennte sich nach neunzehn Spieltagen von seinem Übungsleiter. Nachdem auch unter dessen Nachfolgern Attilio Perotti und Domenico Di Carlo keine Besserung eintrat, betreute Davide Nicola den AS Livorno noch in den letzten Spieltagen der Saison, konnte den direkten Wiederabstieg allerdings nicht verhindern. Zur neuen Spielzeit wurde er im Amt durch Carmine Gautieri ersetzt.
Im November 2014 entließ der FC Bari 1908 seinen Übungsleiter Devis Mangia und installierte als Nachfolger den seit einem Vierteljahr arbeitslosen Davide Nicola. Obwohl Nicola beim FC Bari 1908 durchaus erfolgreich arbeitete, wurde er Anfang Januar 2016 von seinen Aufgaben entbunden. Nachfolger wurde der zuvor beim AC Perugia Calcio tätige Andrea Camplone.
Im Sommer 2016 übernahm Davide Nicola in Nachfolge von Ivan Jurić den Serie-A-Aufsteiger FC Crotone.
Am 6. Dezember 2017 gab Nicola zusammen mit seinem Trainerstab seinen Rücktritt beim FC Crotone bekannt. Er war November 2018 bis 20. März 2019 Cheftrainer von Udinese Calcio.
Im Dezember 2019 übernahm er den Cheftrainerposten des CFC Genua. Nach Platz 17 in der Liga und dem damit verbundenen Verbleib in der Serie A wurde er Ende August 2020 von seiner Aufgabe entbunden und durch Rolando Maran ersetzt.
Im Januar 2021 übernahm Nicola den FC Turin.
Am 15. Februar 2022 übernahm er die US Salernitana, die sich mit 13 Punkten nach 23 Spielen auf dem letzten Tabellenplatz befand. Mit 18 Punkten aus 15 Spielen konnte Nicola den Klassenerhalte sichern.
Am 16. Januar 2023 wurde er nach sechs sieglosen Partien in Folge und einer 2:8-Niederlage bei Atalanta Bergamo entlassen. Nur zwei Tage später wurde Nicola wieder einberufen. Nach drei Niederlagen in vier Spielen erfolgte seine abermalige Entlassung. Als sein Nachfolger wurde der Portugiese Paulo Sousa präsentiert.
Der zu diesem Zeitpunkt Tabellenvorletzte der Serie A, der FC Empoli, verpflichtete Nicola am 15. Januar 2024 als dritten Trainer in der laufenden Saison.
Nachdem er Empoli zum Klassenerhalt geführt hatte, wurde er im Juli 2024 als Nachfolger von Claudio Ranieri Cheftrainer bei Cagliari Calcio.

## Erfolge

### Als Spieler
- Englisch-italienischer Pokal: 1×

1995/96 mit dem CFC Genua
- Aufstieg in die Serie A: 1×

2005/06 mit dem FC Turin

### Als Trainer
- Aufstieg in die Serie A: 1×

2012/13 mit der AS Livorno